# Onn Jaafar
Onn bin Jaafar (ur. 1895 w Johor Bahru, zm. 19 stycznia 1962 tamże) – malezyjski polityk.

## Życiorys
Urodził się w Sułtanacie Johoru, kształcił się w Anglii i służył jako oficer w Johorze. Zwrócił się ku malajskiemu nacjonalizmowi. Wydawał dwie malajskie gazety, „Lembaga Malayu” („Trybuna Malajska”) i „Warta Malaya” („Malajski Raport”) będący pierwszym niezależnym malajskim dziennikiem. Po II wojnie światowej stał się bardzo aktywnym politykiem. Gdy w 1946 brytyjskie władze zgodziły się na utworzenie ze wszystkich malajskich sułtanatów Unii Malajskiej ze stolicą w Kuala Lumpur, przewodził protestom przeciwko utworzeniu Unii, uznając, że danie udziału w rządzie dominującym ekonomicznie Chińczykom i Hindusom doprowadzi do „wyginięcia” Malajów. Zwołał posiedzenie ponad 40 malajskich organizacji w marcu 1946 i założył Zjednoczoną Malajską Organizację Narodową (UMNO) – partię reprezentującą wyłącznie interesy Malajów. Gdy plan Unii został ostatecznie wycofany, sułtan Johoru mianował Onna pierwszym ministrem Johoru, a w lutym 1948 członkiem Izby Spraw Federacji Malajów. W 1951 na stanowisku lidera UNMO zastąpił go Tunku Abdul Rahman, późniejszy premier Malezji. W latach 1953–1955 założył dwie własne partie, Partię Niepodległości Malajów i Partię Narodową, jednak żadna z nich nie uzyskała popularności przeciwko nowej partii Rahmana, Partii Przymierza.